# Michelangelo Grigoletti
Girolamo Michelangelo Grigoletti (Roraigrande di Pordenone, 29 agosto 1801 – Venezia, 11 febbraio 1870) è stato un pittore italiano.

## Biografia
Nacque da Osvaldo e Teresa De Michieli, in una famiglia di origini contadine. Delle sue qualità artistiche si accorse uno zio parroco, grazie al quale, dal 1820, riuscì a frequentare l'Accademia di Venezia, in un periodo in cui al neoclassicismo si andava sostituendo la pittura romantica. Presso l'Accademia fu allievo di Teodoro Matteini: nel 1824 dovette lasciare gli studi per motivi economici, e per guadagnare produsse litografie di quadri dell'antichità. Divenne poi insegnante della scuola d'arte nel 1839; tra i suoi allievi, si ricordano Giacomo Favretto, Federico Zandomeneghi, Tranquillo Cremona, Eugenio Prati, Albano Tomaselli e Gian Battista Carrer.
Fu apprezzato come autore di opere religiose (pale d'altare) e a tema storico-letterario, ma la notorietà gli venne soprattutto dai suoi numerosi ritratti. Ha lasciato opere anche all'estero, come in Ungheria.
A lui è intitolato il Liceo Scientifico e Linguistico Grigoletti di Pordenone.

## Opere
- Ritratto di donna: Meri Grigoletti[2], tela/ pittura a olio, 1829, Museo civico d'arte di Pordenone;
- Ritratto di gruppo: genitori di Michelangelo Grigoletti[3], tela/ pittura a olio, 1829, Museo civico d'arte di Pordenone;
- Ritratto di gruppo: Angelo e Maria Schiavi[4], tela/ pittura a olio, 1832, Museo civico d'arte di Pordenone;
- Ritratto di giovane donna[5], tela/ pittura a olio, 1830-1835, Galleria Nazionale d'Arte Moderna di Roma;
- Ritratto di Davide Maurogonato[6], tela/ pittura a olio, 1834, Galleria internazionale d'arte moderna di Venezia;
- Ritratto d'uomo: Popolano Trasteverino[7], tela/ pittura a olio, 1835, Museo civico d'arte di Pordenone;
- Paesaggio dell'Agro Romano[8], tela/ pittura a olio, 1835, Museo civico d'arte di Pordenone;
- Ultimo colloquio del Doge Francesco Foscari con il figlio Jacopo[9], tela/ pittura a olio, 1839, Museo civico d'arte di Pordenone;
- Studio per la Foscari svenuta[10], tela/ pittura a olio, 1839, Museo civico d'arte di Pordenone;
- Paolo e Francesca[11], tela/ pittura a olio, 1840, Museo civico d'arte di Pordenone;
- Paolo e Francesca[12], tela/ pittura a olio, 1840, Sala Neogotica - Civico Museo Sartorio di Trieste;
- Tancredi ferito e trovato da Erminia e Favrino[13], tela/ pittura a olio, 1840, Civico Museo Sartorio di Trieste;
- Ritratto femminile di Virginia Santorelli[14], tela/ pittura a olio, 1843, Galleria internazionale d'arte moderna di Venezia;
- Ritratto di armeno[15], olio su rame, ante 1849, Musei Civici di Arte e Storia, Pinacoteca Tosio Martinengo di Brescia;
- Ritratto della Signora Sara Gentilomo[16], tela/ pittura a olio, 1850, Collezione privata. Deposito presso la Collezione Peggy Guggenheim, Venezia;
- Ritratto di Laudadio Gentilomo[17], tela/ pittura a olio, 1850, Collezione privata. Deposito presso la Collezione Peggy Guggenheim, Venezia;
- Pala di Santa Lucia[18], tela/ pittura a olio, 1852, Chiesa parrocchiale di Santa Maria Nascente di Agordo;
- Assunta in Gloria, tela/ pittura a olio, 1854, cattedrale di Nostra Signora e di Sant'Adalberto di Esztergom, Ungheria[19];
- Cristo nell'atto di benedire Montebelluna[20], tela/ pittura a olio, 1856-58, Chiesa di Santa Maria in Colle di Montebelluna;
- Santa Lucia[21], tela/ pittura a olio, 1865, Chiesa parrocchiale di San Lorenzo di Roraigrande di Pordenone;
- Valore del Suffragio, tela/ pittura a olio, 1865, Oratorio della Madonna del Suffragio nella Chiesa di San Giacomo Apostolo di Udine;
- I due Foscari, tela/ pittura a olio, 1865, Kunsthistorisches Museum di Vienna;
- Beata Vergine, san Giovanni Battista e beata Beatrice d'Este[22], tela/ pittura a olio, Duomo di Santa Tecla di Este;
- Sant'Antonio da Padova adorante il Bambino[23], 1866, tela/ pittura a olio, chiesa di Santa Maria in San Benedetto di Malo

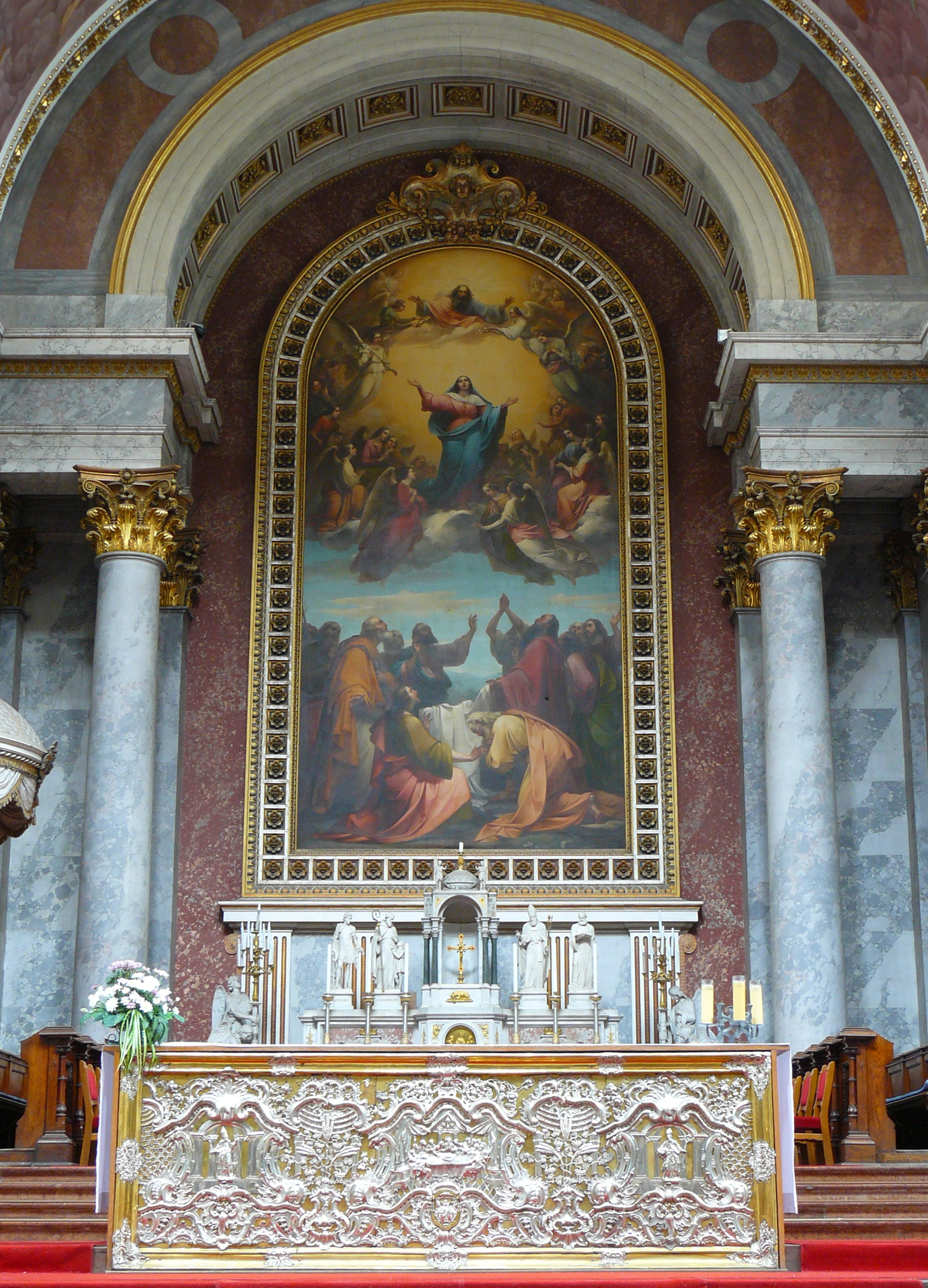
Michelangelo Grigoletti, Assunta, Cattedrale di Nostra Signora e di Sant'Adalberto ad Esztergom
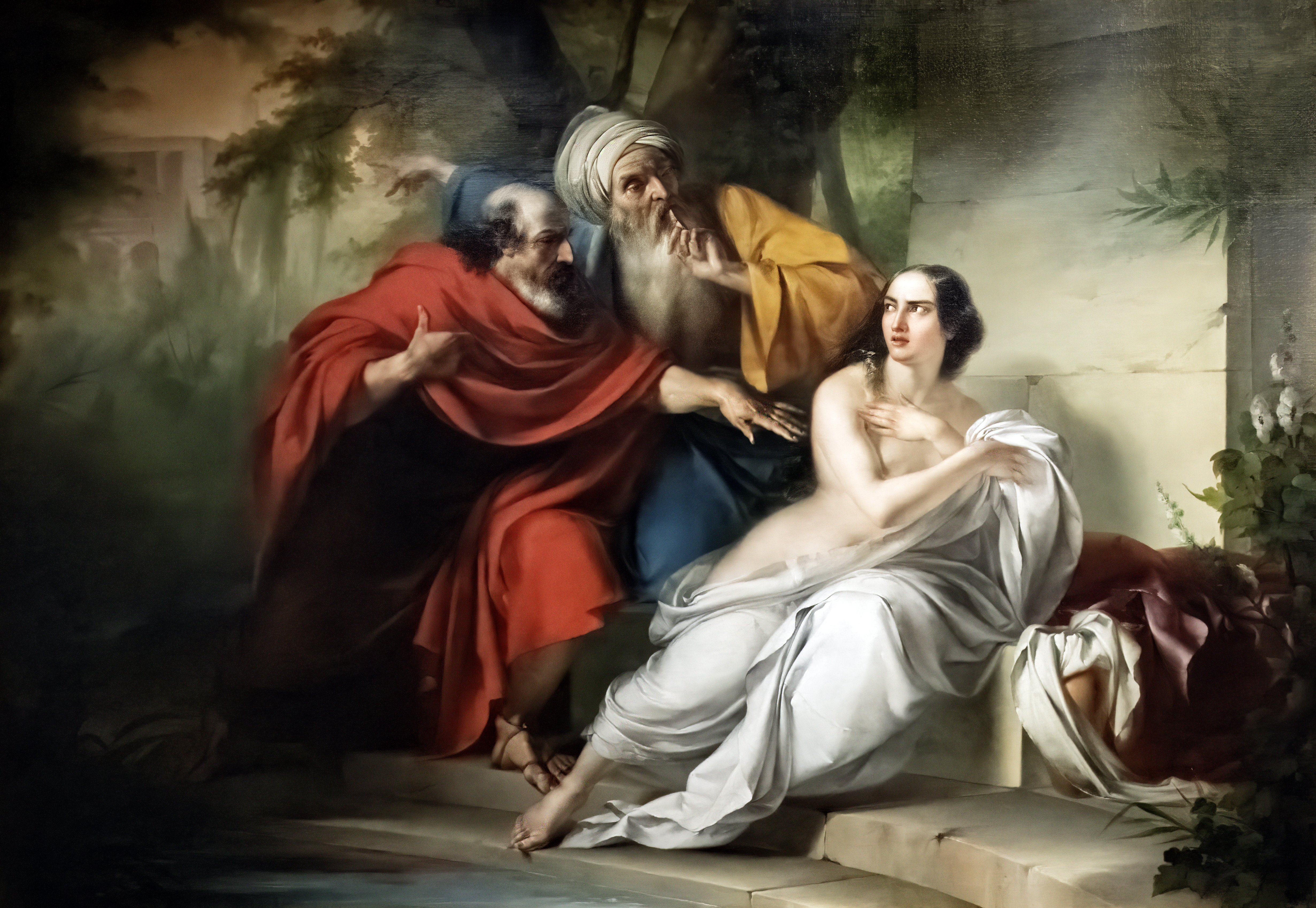
Susanna e i vecchioni, Ca. 1841, Treviso, Museo civico Luigi Bailo